# Ендоним
Ендоним (од грчког  — „унутар” и  — „име”) или аутоним, је лингвистички термин којим се означава онај облик неког појма, на пример топонима, који се користи у језику порекла, односно у језику који је матичан за подручје на коме се дотични топоним налази. Поред ендонимских облика за топониме, постоје и ендонимски облици за разне ономастичке појмове, првенствено за демониме и етнониме. Наспрам ендонима стоје егзоними, који представљају стране облике назива за исте појмове. По питању облика и звучности, ендоними се од егзонима могу разликовати делимично или потпуно. Тако на пример, немачки облик „Deutschland” представља ендоним, коме у српском језику одговара егзоним „Немачка”, што представља пример за потпуну различитост ендонима и егзонима, између којих у овом случају не постоји етимолошка веза. На другој страни, поједини ендоними су послужили као основа за настанак егзонима, те је тако на основу ендонима „England” настао егзоним „Енглеска”. Норме које важе у језику порекла, а односе се на појмове у функцији ендонима, немају утицај на нормирање одговарајућих егзонима, који се граде према правилима која важе у језику пријема. Истраживачка област која се бави проучавањем настанка и употребе ендонима назива се „ендонимија”.

## Примери ендонима
Ендоними неких градова (у заградама су српски егзоними):
 Wien (Беч), Budapest (Будимпешта), București (Букурешт), Durrës (Драч), Napoli (Напуљ), Paris (Париз), Pécs (Печуј), Praha (Праг), Roma (Рим), Szeged (Сегедин), Thessaloniki (Солун), Trieste (Трст), Firenze (Фиренца).